# (561) Ingwelde
(561) Ingwelde – planetoida z pasa głównego asteroid

## Odkrycie
(561) Ingwelde została odkryta 26 marca 1905 roku w Landessternwarte Heidelberg-Königstuhl w Heidelbergu przez Maxa Wolfa.  Nazwa planetoidy pochodzi od bohaterki opery Ingwelde Maxa von Schillingsa. Przed jej nadaniem planetoida nosiła oznaczenie tymczasowe (561) 1905 QG.

## Orbita
(561) Ingwelde okrąża Słońce w ciągu 5 lat i 245 dni w średniej odległości 3,18 j.a. Należy do planetoid z rodziny Themis.